# Martin Bell
Martin Neil Bell  (ur. 6 grudnia 1964 w Akrotiri) – brytyjski narciarz alpejski.

## Kariera
W zawodach Pucharu Świata pierwsze punkty Martin Bell wywalczył 6 lutego 1983 roku w St. Anton am Arlberg, zajmując dziewiąte miejsce w kombinacji. Nigdy nie stanął na podium zawodów tego cyklu, najlepszą lokatę uzyskał 22 lutego 1986 roku w Åre, gdzie był piąty w zjeździe. Najlepsze wyniki osiągał w sezonie 1985/1986, kiedy zajął 39. miejsce w klasyfikacji generalnej, a w klasyfikacji zjazdu był siedemnasty.
Kilkukrotnie startował na mistrzostwach świata, najlepszy wynik uzyskując podczas rozgrywanych w 1993 roku mistrzostw świata w Morioce, gdzie zajął 29. miejsce w biegu zjazdowym. Był też między innymi ósmy w tej samej konkurencji na igrzyskach olimpijskich w Calgary w 1988 roku. Cztery razy zdobywał tytuł mistrza Wielkiej Brytanii. Nigdy nie wystąpił na mistrzostwach świata juniorów.
Jego brat Graham Bell również uprawiał narciarstwo alpejskie.

## Osiągnięcia

### Igrzyska olimpijskie
| Miejsce | Dzień     | Rok  | Miejscowość | Konkurencja | Czas biegu  | Strata      | Zwycięzca           |
| ------- | --------- | ---- | ----------- | ----------- | ----------- | ----------- | ------------------- |
| 32.     | 14 lutego | 1984 | Sarajewo    | Gigant      | 2:41,18 min | +14,32 s    | Max Julen           |
| 18.     | 16 lutego | 1984 | Sarajewo    | Zjazd       | 1:45,59 min | +2,41 s     | Bill Johnson        |
| 8.      | 15 lutego | 1988 | Calgary     | Zjazd       | 1:59,63 min | +2,86 s     | Pirmin Zurbriggen   |
| 26.     | 17 lutego | 1988 | Calgary     | Kombinacja  | 36,55 pkt   | +386,24 pkt | Hubert Strolz       |
| 34.     | 21 lutego | 1988 | Calgary     | Supergigant | 1:39,66 min | +9,16 s     | Franck Piccard      |
| 41.     | 25 lutego | 1988 | Calgary     | Gigant      | 2:06,37 min | +15,99 s    | Alberto Tomba       |
| 29.     | 9 lutego  | 1992 | Albertville | Zjazd       | 1:50,37 min | +4,46 s     | Patrick Ortlieb     |
| 25.     | 11 lutego | 1992 | Albertville | Kombinacja  | 14,58 pkt   | +107,25 pkt | Josef Polig         |
| 50.     | 16 lutego | 1992 | Albertville | Supergigant | 1:13,04 min | +6,70 s     | Kjetil André Aamodt |
| 28.     | 13 lutego | 1994 | Lillehammer | Zjazd       | 1:45,75 min | +3,74 s     | Tommy Moe           |

### Mistrzostwa świata
| Miejsce | Dzień     | Rok  | Miejscowość   | Konkurencja | Czas biegu  | Strata  | Zwycięzca         |
| ------- | --------- | ---- | ------------- | ----------- | ----------- | ------- | ----------------- |
| DNF     | 2 lutego  | 1987 | Crans-Montana | Supergigant | 1:19,93 min | -       | Pirmin Zurbriggen |
| 29.     | 11 lutego | 1993 | Morioka       | Zjazd       | 1:32,06 min | +2,80 s | Urs Lehmann       |

### Puchar Świata

#### Miejsca w klasyfikacji generalnej
- sezon 1982/1983: 77.
- sezon 1983/1984: 101.
- sezon 1985/1986: 39.
- sezon 1986/1987: 69.
- sezon 1987/1988: 69.
- sezon 1992/1993: 145.
- sezon 1993/1994: 111.

#### Miejsca na podium
Bell nigdy nie stanął na podium zawodów PŚ.